# قائمة الانفجارات البركانية الكبرى

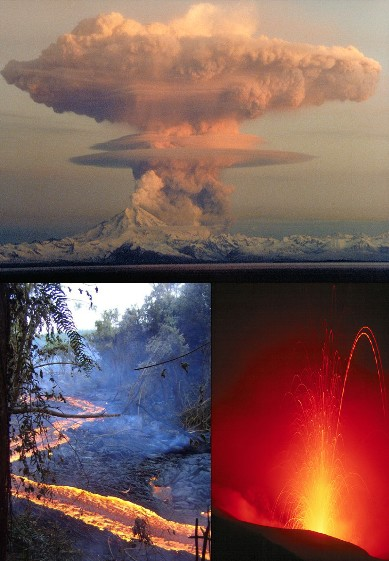
بعض التكوينات المتشكلة أثناء النشاط البركاني: تدفقات عمود انفجار بركان بلينيان، حمم بركان هاواي، وقوس من الحمم من انفجار سترومبوليان البركاني.

في ثوران بركاني، يتم انبثاق الحمم البركانية والقنابل البركانية والرماد والغازات المختلفة من الأعناق البركانية والصدوع. في حين أن العديد من الانفجارات تشكل تأثيرًا خطيرًا على المنطقة المحيطة بها مباشرة، إلا أنه يمكن أن يكون للثورات الأرضية الكبيرة تأثير أعظم على المستوى الإقليمي أو العالمي، حيث يؤثر بعضها على المناخ ويسهم في حدوث الانقراض الجماعي. يمكن وصف الانفجارات البركانية عمومًا إما بثورات متفجرة، قذف مفاجئ للصخور والرماد، أو ثورات انبثاقية، تدفقات لطيفة نسبياً من الحمم البركانية. وترد قائمة منفصلة لكل نوع أدناه.
ربما حدث الكثير من هذه الانفجارات خلال تاريخ الأرض تتجاوز تلك الموضحة في هذه القوائم. ومع ذلك، فقد تسببت التعرية والصفائح التكتونية في خسائر فادحة، ولم تترك العديد من الانفجارات أدلةً كافيةً لعلماء الجيولوجيا لتحديد حجمها. حتى بالنسبة للانفجارات المدرجة هنا، يمكن أن تكون تقديرات الحجم المنبثق غير مؤكدة.

## الانفجارات البركانية

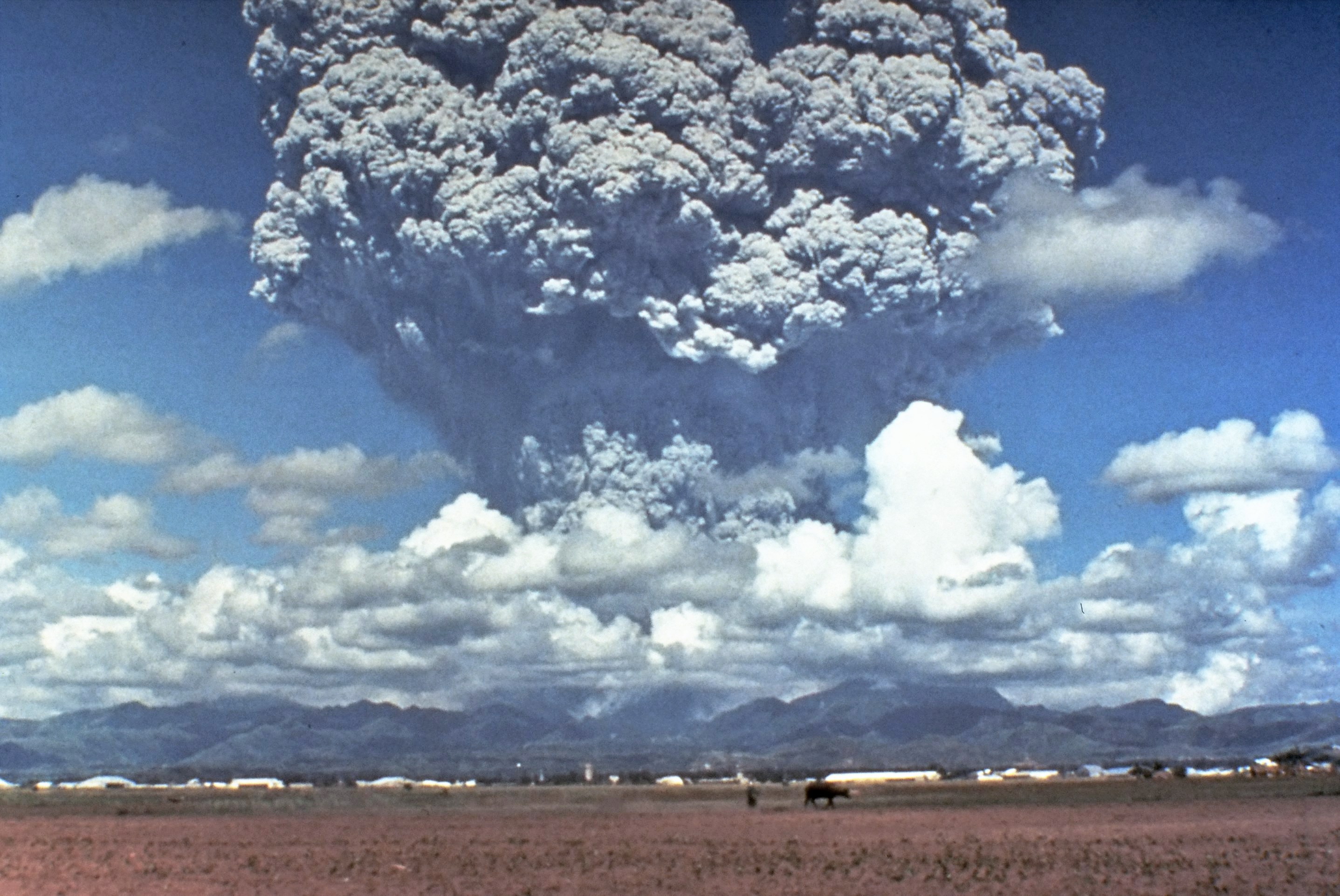
ثوران بركان ماونت بيناتوبو عام 1991، وهو أكبر ثوران منذ عام 1912، يتضاءل بسبب الانفجارات في هذه القائمة.

تختلف القوة التدميرية للبراكين باختلاف تكوين الصهارة، فبينما تنفجر بعض البراكين بعنف مدمرة كل ما حولها في غضون دقائق، تكتفي براكين أخرى بتسريب الحمم ببطء يجعل من الممكن المشي بأمان حولها. وترجع هذه القوة الانفجارية عادةً إلى ضغط الغاز الداخلي في حجرة الصهارة داخل البركان. حيث تحتوي المادة المشكلة للصهارة على الكثير من الغازات الذائبة التي يتم الاحتفاظ بها طالما كان ضغط الحصر في الصخور المحيطة أكبر من ضغط بخار الغاز. وبمجرد عكس هذا التوازن، يتحرر الغاز الذائب مشكلا فقاعات صغيرة من الغاز في الصهارة، تسمى الحويصلات. إذ تصبح الصهارة مملوءة بفقاعات غاز صغيرة، لها كثافة أقل بكثير من الصهارة المحيطة نفسها، مما يدفع الفقاعات إلى الخارج وبالتالي الصهارة منتجا انفجارا بركانيا. وهو ما يتضح جليا في أشهر الانفجارات التاريخية الأكثر تدميرية عبر العالم.
يمكن أن تتكون مرحلة الانفجار من ثوران واحد أو سلسلة من الثورات والانفجارات الممتدة على مدار عدة أيام أو أسابيع أو شهور. عادة ما تشتمل الانفجارات البركانية على صهارة سميكة أو شديدة اللزوجة أو الصخور السيليكية أو الفيلسية، وهي غنية ببخار الماء وثاني أكسيد الكربون المتطاير. لتشكل فيما بعد صخورا بركانية فتاتية تعد المنتج الرئيس للطفة البركانية.
كان حجم ثوران حدث قبل 74000 سنة في بحيرة توبا لا يقل عن 2,800 كيلومتر مكعب (670 ميل3)، أنتج ثوران يلوستون قبل 620,000 سنة، نحو 1,000 كيلومتر مكعب (240 ميل3)، تحدث في جميع أنحاء العالم كل 50,000 إلى 100,000 سنوات.
| الانفجار البركاني                                                | العمر(مليون سنة) | الموقع                                    | الحجم(كم3)   | الملاحظات | المرجع        |
| ---------------------------------------------------------------- | ---------------- | ----------------------------------------- | ------------ | --- | ------------- |
| غوارابوا - تامارانا - ساروساس                                    | 132              | مساطب بارانا وإيتنديكا                    | 8,600        | وجود بركان واحد مثير للجدل. ربما سلسلة براكين.                                                                                    | [ 7 ]         |
| سانتا ماريا - فريا                                               | ~132             | مساطب بارانا وإيتنديكا                    | 7,800        | وجود بركان واحد مثير للجدل. ربما سلسلة براكين.                                                                                    | [ 7 ]         |
| غوارابوا - فينتورا                                               | ~132             | مساطب بارانا وإيتنديكا                    | 7,600        | وجود بركان واحد مثير للجدل. ربما سلسلة براكين.                                                                                    | [ 7 ]         |
| ثوران فلات لاندينغ بروك                                          | 466              | تشكيلة فلات لاندينغ بروك                  | 2,000-12,000 | واحد من أكبر وأقدم الانفجارات. وجود ثوران واحد له مثير للجدل. ربما تعدد لأكثر من 2000 في أخر مليون سنة.                           | [ 8 ] [ 9 ]   |
| لا جاريتا سام اغنمبريت والطف الأخضر                              | 29.5             | اليمن                                     | 6,797-6,803  | ويشمل حجم 5550 كيلومتر مكعب من الطف المتباعد والمرتبط بالاغنمبريت. هذا التقدير غير مؤكد بعامل 2 أو 3.                             | [ 10 ] [ 11 ] |
| مركز البراكين غوبوبوسيب– ميسوم - وحدة الكوارتز اللولبية سبرينبوك | 132              | مساطب بارانا وإيتنديكا، البرازيل وناميبيا | 6,340        | | [ 12 ]        |
| طف ينابيع واه واه                                                | 30.06            | مجمع بيك-كالينتي كالديرا الهندي           | 5,500-5,900  | الأكبر في مجمع بيك-كالينتي كالديرا الهندي، ويتضمن سماكة تزيد عن 13000 قدم على الأكثر.                                             | [ 13 ] [ 14 ] |
| كاكسياس دو سول - جروتبرج                                         | ~132             | مساطب بارانا وإيتنديكا                    | 5,650        | | [ 7 ]         |
| كالديرا لا جاريتا—طف فيش كانيون                                  | 27.8             | حقل سان جوان البركاني، كولورادو           | 5,000        | جزء من ما لا يقل عن 20 ثوران بركاني كبير في منطقة سان جوان البركانية والمنطقة المحيطة بها والتي تشكلت ما بين 26 إلى 35 مليون سنة. | [ 15 ] [ 16 ] |
| طف لوند                                                          | 29.2             | مجمع بيك-كالينتي كالديرا الهندي           | 4,400        | شكلت الصخرة البيضاء كالديرا، واحدة من أكبر الانفجارات من جيشان اغنمبريت منتصف العصر الثالث..                                      | [ 13 ]        |
| جاكوي—غوبوبوسيب II                                               | ~132             | مساطب بارانا وإيتنديكا                    | 4,350        | | [ 7 ]         |
| أورينوس—خوراسيب                                                  | ~132             | مساطب بارانا وإيتنديكا                    | 3,900        | | [ 7 ]         |
| اغنمبريت جبل القرع                                               | 29.6             | اليمن                                     | 3,797-3,803  | تقدير الحجم غير مؤكد بمعامل 2 أو 3.                                                                                               | [ 11 ]        |
| طف نوافذ بوت                                                     | 31.4             | وليام ريدج، وسط نيفادا                    | 3,500        | جزء من جيشان اغنمبريت منتصف العصر الثالث.                                                                                         | [ 17 ] [ 18 ] |
| أنيتا جاريبالدي—بيكون                                            | ~132             | مساطب بارانا وإيتنديكا                    | 3,450        | |               |
| اغنمبريت الأكسايا                                                | 19               | الشيلي                                    | 3,000        | حقيقة وجود علاقة إقليمية بين العديد من الاغنمبريت أُعتقد في الأصل أنهم متمايزون                                                    | [ 19 ]        |

## انبثاق بركاني

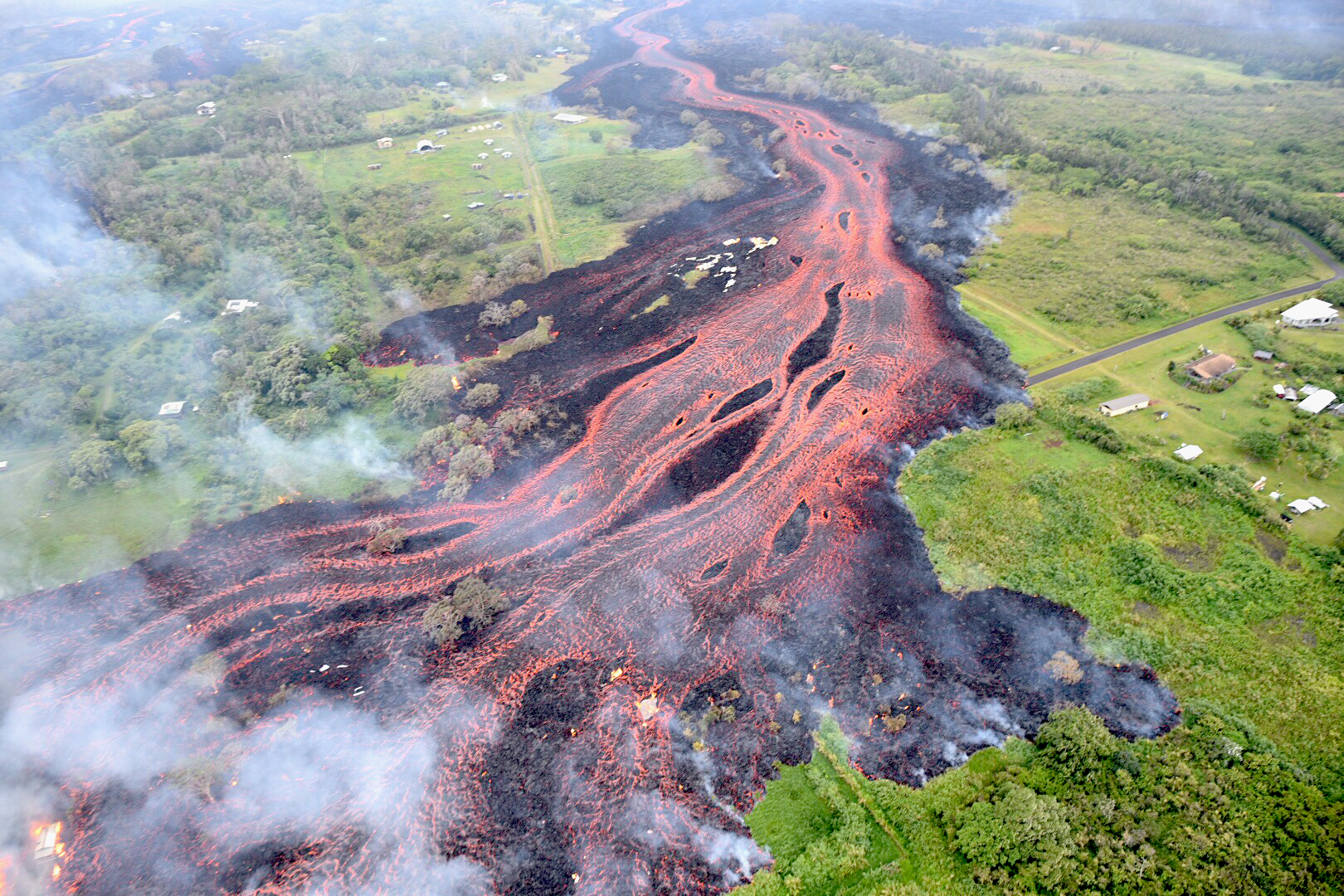
تتدفق كتلة من حمم الضخمة باتجاه البحر في 19 مايو 2018 في منطقة بونا في جزر هاواي.

تتضمن الثورات الانفجارية تدفقًا خفيفًا نسبيًا من الحمم البركانية بدلاً من الانفجارات الكبيرة. والتي يمكن أن تستمر لسنوات أو عقود، وتنتج تدفقات واسعة من سائل الحمم البركانية والمعدن القاتم. وعلى سبيل المثال، بلغ انفجار بركان كيلاويا الأكثر نشاطاً على وجه الأرض في جزر هاواي منذ اندلاعه عام 1983 إلى الوقت الحاضر، حوالي 2.7 كيلومتر مكعب (1 متر مكعب) من الحمم البركانية التي تغطي أكثر من 100 كم مربع (40 ميل مربع).
وعلى الرغم من مظهرها الساكن ظاهريًا، إلا أن الانبثاقات الانفجارية لا تقل خطورة عن المتفجرات : أبرزها ثوران بركان لاكي مابين 1783-1784 في أيسلندا والذي يعد أضخم الانفجارات الاندفاعية في التاريخ، نتج عنه حوالي 15 كيلومترا مكعب (4 متر مكعب) من الحمم ومقتل خمسة مواطنين أيسلنديين. فيما تسببت الاضطرابات المناخية اللاحقة في مقتل ملايين الأشخاص في أماكن أخرى. كما كان ثوران بركان كاتلا (اندلاع بركان إلدجا) عام 934 أكثر أهمية، حيث اندلعت حمم بركانية تبلغ مساحتها 18 كيلومترا مكعب (4 متر مكعب)، ثم انفجار بركان بارداربونغا حوالي عام 6700 قبل الميلاد. مخلفا 25 كيلومترا مكعبا (6 متر مكعب)، هذا الأخير الذي يعتبر أكبر ثوران بركاني مندفع خلال السنوات العشرة آلاف الماضية.
بلغت مساحة حقول الحمم البركانية 565 كيلومترا مربعا لبركان لاكي و 700 كيلومترا مربعا لإلدجا و950 كيلومترا مربعا لبركان بارداربونغا.

## الملاحظات
1. ↑  لم يتم تضمين بعض المناطق الفيلسية ، مثل منطقة تشون أيك في الأرجنتين ومنطقة ويتسونداي النارية الأسترالية في هذه القائمة لأنها تتألف من العديد من الانفجارات المنفصلة التي لم يتم تمييزها.
2. ↑  التواريخ هي متوسط نطاق تواريخ البراكين
3. ↑  وتقدر هذه الكميات بالكميات الإجمالية من التفرا المقذوفة. إذا أبلغت المصادر المتاحة فقط عن الحجم المكافئ للصخور الكثيفة ، فإن الرقم يكون مائلًا ولكن لا يتم تحويله إلى حجم التفرا.